# Gardanne Biver Football Club
Câu lạc bộ bóng đá Gardanne Biver là một câu lạc bộ bóng đá Pháp được thành lập vào năm 2017 bởi sự hợp nhất của Avenir Sporting Gardannais và hàng xóm địa phương Biver Sports. Đội có trụ sở tại thị trấn Gardanne và sân vận động của đội là Stade Victor Savine. kể từ mùa 2018-19, câu lạc bộ chơi ở giải Régional 2 của Ligue Méditerranée, cấp 7 của hệ thống giải bóng đá Pháp.

## Lịch sử
Câu lạc bộ mới bắt nguồn từ năm 1921, khi Avenir Sports Gardannais được thành lập. Câu lạc bộ đã trở nên đáng chú ý trong mùa giải 1959-1960 khi nó tiến vào vòng 16 của Coupe de France, đánh bại Toulouse FC ở vòng 1/32, trước khi thua Lille OSC.
Đã bỏ lỡ cơ hội đủ điều kiện để tiếp cận với giải hạng ba của bóng đá Pháp trong mùa 1977-78, câu lạc bộ là một thành viên sáng lập của bộ phận thứ tư vào năm 1978-79. Đội thi đấu ở đây trong năm mùa, trước khi chịu một loạt các cuộc xuống hạng để trải qua một mùa trong bóng đá cấp quận vào năm 1994. Bước sang Thế kỷ 21, câu lạc bộ đã hồi phục lên cấp cao nhất của bóng đá khu vực, và năm 2007 đã giành được thăng hạng lên giải hạng 5 Championnat de France Amateur 2.
Các câu lạc bộ chơi trong CFA2 cho năm mùa, bị xuống hạng trở lại với bóng đá khu vực vào cuối của mùa giải 2011-12. Năm 2017 câu lạc bộ đã tuyên bố sáp nhập với hàng xóm địa phương Biver Sports.